# Балванците
Балванците (болг. Балванците) — село (поселення) в Габровській області Болгарії, підпорядковане общині Дряново. В селі налічується 1 мешканець.